# Њижње Ладичковце
Њижње Ладичковце (слч. Nižné Ladičkovce) насељено је мјесто са административним статусом сеоске општине (слч. obec) у округу Хумење, у Прешовском крају, Словачка Република.

## Становништво
| Година:    | 1994. | 2004.   | 2014.   | 2024.   |
| ---------- | ----- | ------- | ------- | ------- |
| Број људи: | 344   | 365     | 353     | 321     |
| Разлика:   |       | +6,10 % | -3,28 % | -9,06 % |

| Година:    | 2023. | 2024.   |
| ---------- | ----- | ------- |
| Број људи: | 325   | 321     |
| Разлика:   |       | -1,23 % |

Према подацима о броју становника из 2024. године насеље је имало 321 становника.